# سيدلر زهرا
سيدلر زهرا (بالإنجليزية: Seyyedlar-e Zahra)‏ هي مستوطنة تقع في قسم اجارود الشرقي الريفي في إيران. يقدر عدد سكانها بـ 89 نسمة .